# Ernst A. Lehmann

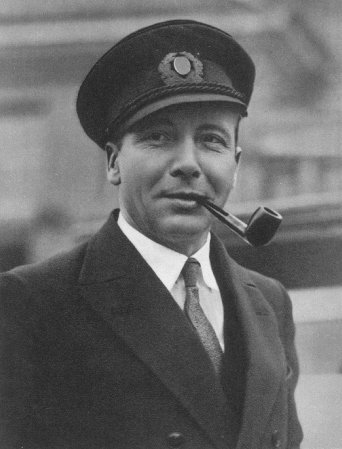
Ernst August Lehmann als Luftschiffer, um 1925

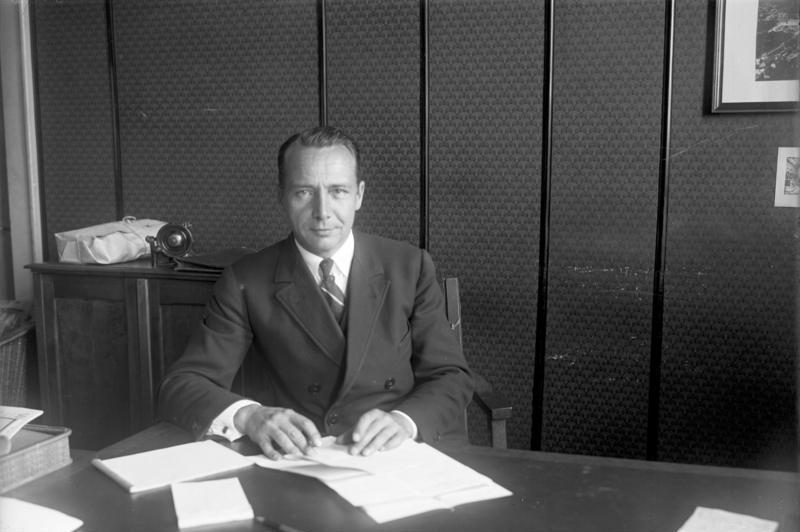
Lehmann, 1929

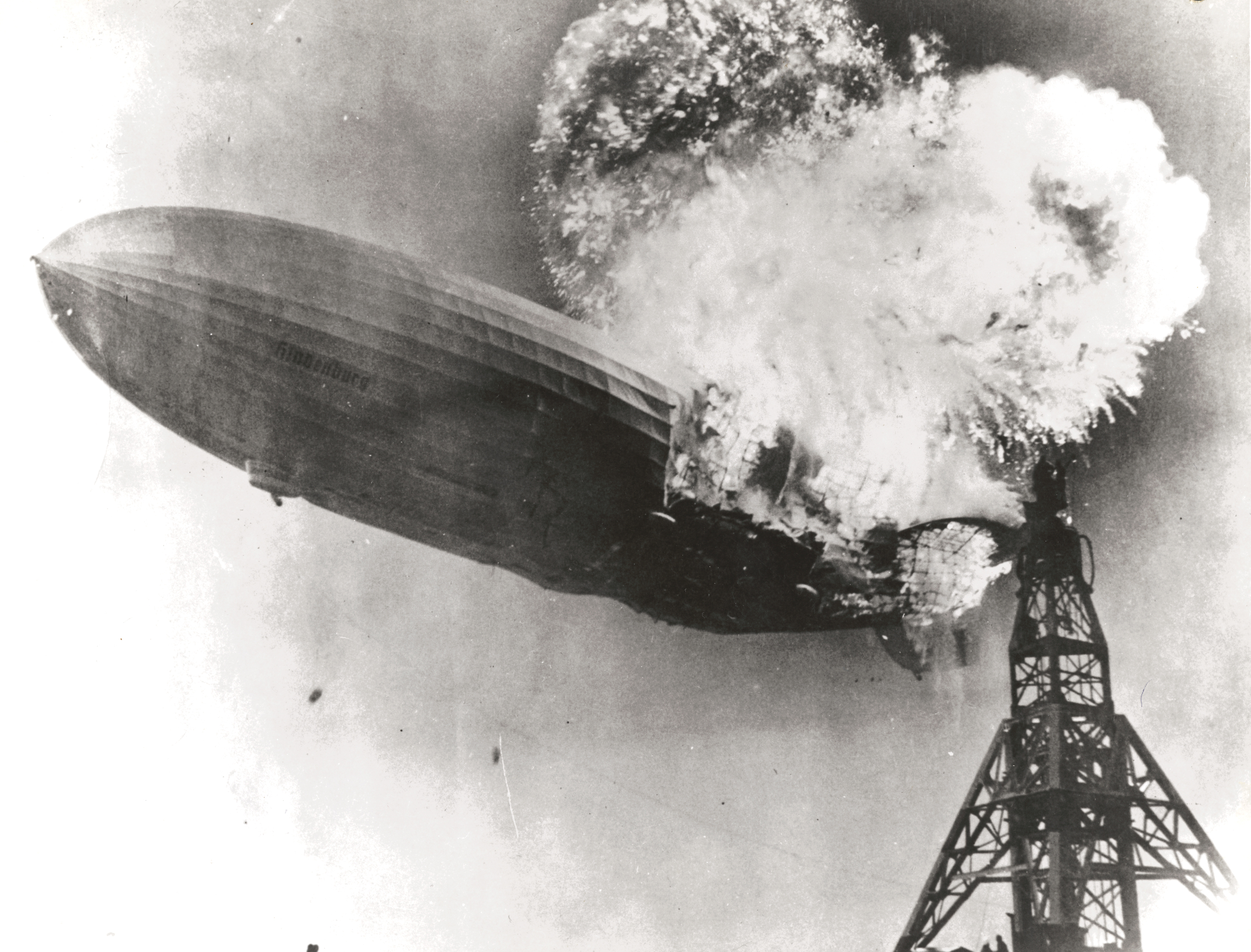
Die brennende „Hindenburg“, 1937

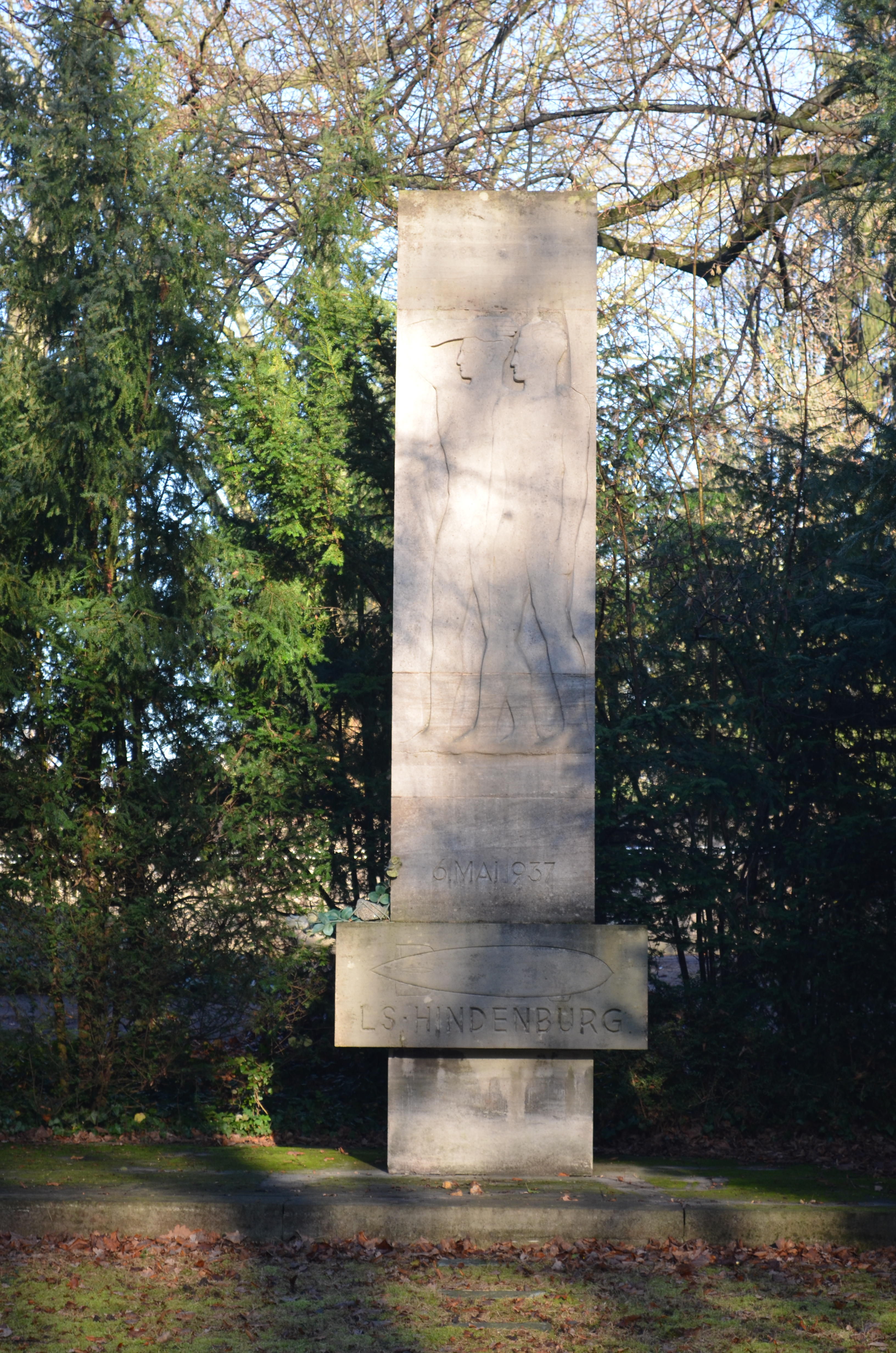
Denkmal Luftschiff „Hindenburg“ auf dem Frankfurter Hauptfriedhof

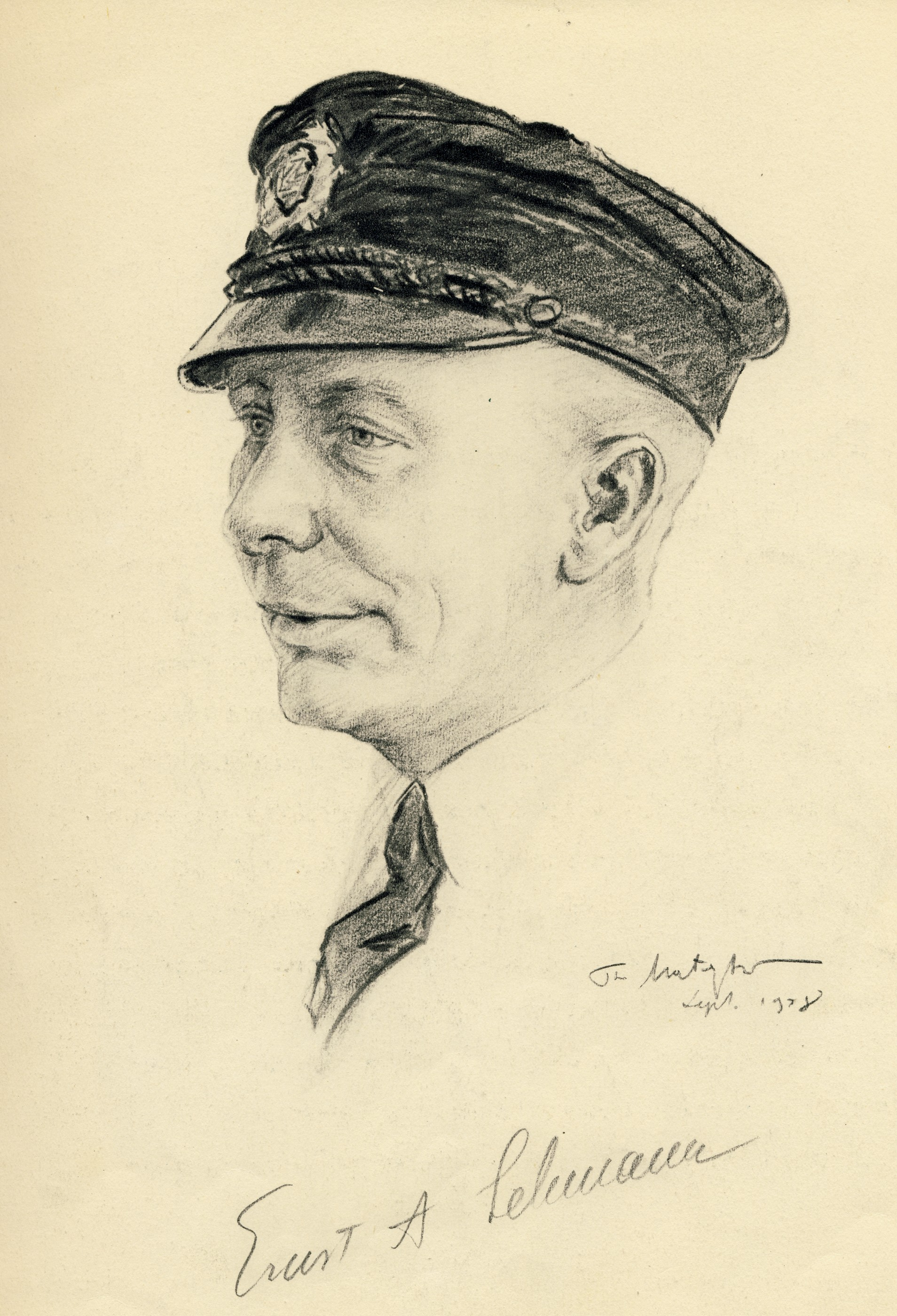
Ernst A. Lehmann, Porträt von Theo Matejko, 1928

Ernst August Lehmann (* 12. Mai 1886 in Ludwigshafen am Rhein; † 7. Mai 1937 in Lakehurst) war ein bekannter Pionier der Luftschifffahrt, ziviler und militärischer Luftschiffkapitän sowie eines der Todesopfer der Luftschiffkatastrophe von Lakehurst 1937.

## Biografie
Ernst Lehmann war der Sohn des aus Speyer stammenden BASF-Chemikers und Betriebsleiters Dr. Ludwig Lehmann (1858–1939). und der Tochter des früheren Bürgermeisters Schäfer aus Diez an der Lahn. In seiner Heimatstadt Ludwigshafen am Rhein besuchte er das humanistische Gymnasium und machte 1904 sein Abitur. Hier ging er zeitweise zusammen mit Ernst Bloch in die gleiche Klasse. Danach studierte er von 1906 bis 1912 an der Technischen Hochschule Berlin-Charlottenburg Schiffs- bzw. Schiffsmaschinenbau und war Mitglied im Akademischen Segler-Verein. Nach dem Studium wechselte er als Marinebauführer zur Kaiserlichen Werft Kiel. 1913 wurde er von Hugo Eckener als Luftschiffführer ausgebildet und übernahm im selben Jahr die Leitung des Zeppelins LZ 17 „Sachsen“. Mit diesem und weiteren Luftschiffen unternahm Lehmann während des Ersten Weltkriegs Aufklärungs- und Angriffsfahrten an den Fronten Ost- und Westeuropas. Im Einzelnen führte der Marineoffizier während des Krieges die Luftschiffe LZ 17 „Sachsen“ (1. August 1914 bis Dezember 1914), Z XII (Januar 1915 bis Oktober 1915), LZ 90 (1. Januar 1916 bis 28. April 1916), LZ 98 (28. April 1916 bis 31. Januar 1917) und LZ 120 (1. Februar 1917 bis September 1917).
1918 trat Lehmann in die Konstruktionsabteilung der von Eckener geleiteten Luftschiffbau Zeppelin AG ein und beteiligte sich an der Planung des künftigen Nordatlantik-Luftverkehrs. Von 1923 bis 1927 arbeitete er in der US-amerikanischen Zeppelin-Tochtergesellschaft Goodyear-Zeppelin Corporation in Akron, Ohio. Nach seiner Rückkehr avancierte der Pfälzer zum Prokuristen und Assistenten Eckeners, weshalb er zahlreiche Fahrten des Luftschiffes LZ 127 „Graf Zeppelin“ mitmachte, oftmals in der Eigenschaft des verantwortlichen Kommandanten.
Lehmann befand sich als Beobachter der Geschäftsführung der Deutschen Zeppelin-Reederei (DZR) bei der letzten Fahrt des Luftschiffes LZ 129 „Hindenburg“ an Bord, als es am 6. Mai 1937, kurz vor der Landung in Lakehurst, verbrannte. Er starb am folgenden Tag an den erlittenen Brandverletzungen. Noch im Krankenhaus äußerte er sein Unverständnis über das eingetretene Unglück und mutmaßte, dass es sich um eine „Höllenmaschine“ gehandelt haben müsse, die das Luftschiff zur Explosion brachte.
Auf dem Frankfurter Hauptfriedhof wurden die sieben Frankfurter Todesopfer in einem Gemeinschaftsgrab beigesetzt. Das Grabmal dient auch als Denkmal für die Opfer. Es wurde 1939 durch den Bildhauer Carl Stock errichtet, ist heute ein Ehrengrab und steht unter Denkmalschutz. In dem Grab waren nach der Inschrift auf der Gedenksäule Fritz Flackus (Koch), Ernst Schlapp (Elektriker), Kapitän Ernst A. Lehmann (als Beobachter der Geschäftsführung der Deutschen Zeppelin-Reederei), Alfred Bernhardt (Steuermann), Franz Eichelmann (Funker), Willy Speck (Erster Funker) und Max Schulze (Steward) begraben. Ernst Lehmann wurde dort ursprünglich im Rahmen eines Staatsbegräbnisses beigesetzt, jedoch 1939 nach Grassau (Chiemgau) überführt, wo schon sein Sohn begraben lag und wohin die Witwe verzogen war.

Ernst Lehmann veröffentlichte 1936 seine Fliegermemoiren unter dem Titel Auf Luftpatrouille und Weltfahrt. Darin charakterisierte er seine pfälzische Abstammung als Sohn eines BASF-Chemikers so: 

„Ich bin mit schwefliger Säure und Pfälzer Wein aufgezogen worden.“

Die Rheinpfalz, Ludwigshafen, berichtete am 26. Mai 1999 in einem Gedenkartikel über Ernst Lehmann, dass dieser stets, wenn ihn seine Wege mit dem Luftschiff über die Vaterstadt führten, den majestätisch großen Zeppelin eine leichte aber deutlich sichtbare „Verneigung“ als Gruß an die Heimat machen ließ. Alten Ludwigshafenern sei dieser Anblick unvergesslich. Auch sei er sehr musikalisch gewesen und habe es geliebt, die Passagiere an Bord mit seinem Schifferklavier zu unterhalten.

Der Pfälzer Heimatdichter Ludwig Hartmann reimte über ihn: 

„…unn seller Mann voll Kraft und Schmalz, heeßt Lehmann unn isch aus de Palz!“

### Ehrungen
- Die Geburtsstadt Ludwigshafen am Rhein hat eine Straße nach dem Flugpionier benannt.
- In der Zeppelinstadt Friedrichshafen erinnert an ihn die Ernst-Lehmann-Straße, in dieser Straße liegt auch ein von der Zeppelin-Stiftung errichtetes Gebäude.[8]
- Kapitän-Lehmann-Straße bzw. -Ring heißende Verkehrswege in Bremen-Sebaldsbrück, Frankfurt am Main, Neu-Isenburg-Zeppelinheim, Göttingen und im Fliegerviertel in Landau in der Pfalz[9] wurden nach ihm benannt.
- Die Städte Burglengenfeld in der Oberpfalz und Bottrop im Ruhrgebiet sowie die Gemeinde Kressbronn am Bodensee haben je eine Straße nach Kapitän Lehmann benannt.
- Kameradschaft Kapitän Lehmann des NSD-Studentenbundes an der Technischen Universität Darmstadt (im WS 1937/38 aus dem vormaligen Corps Hassia Darmstadt im WSC aufgestellt)[10]

## Werk
- Ernst August Lehmann (Hrsg.: Leonhard Adelt): Auf Luftpatrouille und Weltfahrt, Volksverband der Bücherfreunde, Wegweiser Verlag G.m.b.H. Berlin 1936. (Weitere, textgleiche Ausgabe beim Schmidt & Günther Verlag, Leipzig 1936, Digitalisat).